# PSIM
PSIM は、カナダのブリティッシュコロンビア大学教授Hua Jin氏によって開発され、Powersim社（米国）により1995年にリリースされたパワーエレクトロニクス及びモータ制御のために開発された電気回路シミュレーション・ソフトウェアである。PSIMは単体での動作の他、複数のシミュレーションソフトと連成して使用することも可能である（後述）。

## パワーエレクトロニクス向け
パワーエレクトロニクス向けに設計されているため、一般に用いられる電力変換回路、三相ダイオード整流回路、サイリスタ整流回路、電圧形および電流形インバータなどはモジュールとして用意されている。このため、スイッチング素子を接続してこれらの変換器を構成する必要がない。

## 理想スイッチをモデリング
PSIMは、理想スイッチをモデリングしているため収束などの問題が起こりにくく、高速なシミュレーションが可能である。
回路シミュレータの中には、半導体素子の詳細モデリングが可能なシミュレータがあるが、非常に複雑な非線形過渡現象としてスイッチをモデリングするため、多数のパラメータ入力が必要であり、シミュレーション時間も長くなる傾向にある。
スイッチングによる電力変換が主な回路は、ダイオード、サイリスタ、IGBT、FETなどの半導体素子が主回路内にあるため、スイッチの過渡現象を理想（線形）モデルとして簡略化した回路シミュレータが必要である。
PSIMは、スイッチのターンオン/ターンオフを瞬時におこなう理想スイッチを採用しているため、高速にパワーエレクトロニクス・シミュレーションを実行することが可能である。また、高速計算のため数値積分にTrapezoidal法を採用し、スイッチ時点の処理に不連続が発生してもそのままシミュレーションを続行するが、不正なモードが発生しないようにRe-initializa-tion Techiniqueと称する方法を用いそれを解決している。

## 複数のシミュレーションソフトと連成
PSIMは、他のシミュレーションソフトと連成することなく、アナログ制御によるパワー回路シミュレーションや磁気要素を用いた磁気回路のモデリング、機械系、離散系のシミュレーション、太陽光発電・風力発電のシミュレーション、また、半導体デバイスの損失計算などができるが、他のシミュレーションソフトと連成して使用することもできる。
連成できるソフトとして、MATLABプロダクトファミリの一つSimulink、JSOLが開発した電気機器設計、開発のためのシミュレーションソフトウェアJMAG、メンター・グラフィックス社開発・販売のハードウェア記述言語用のシミュレータModelSimなどと連成して使用することが可能である。